# Hertog van Elchingen

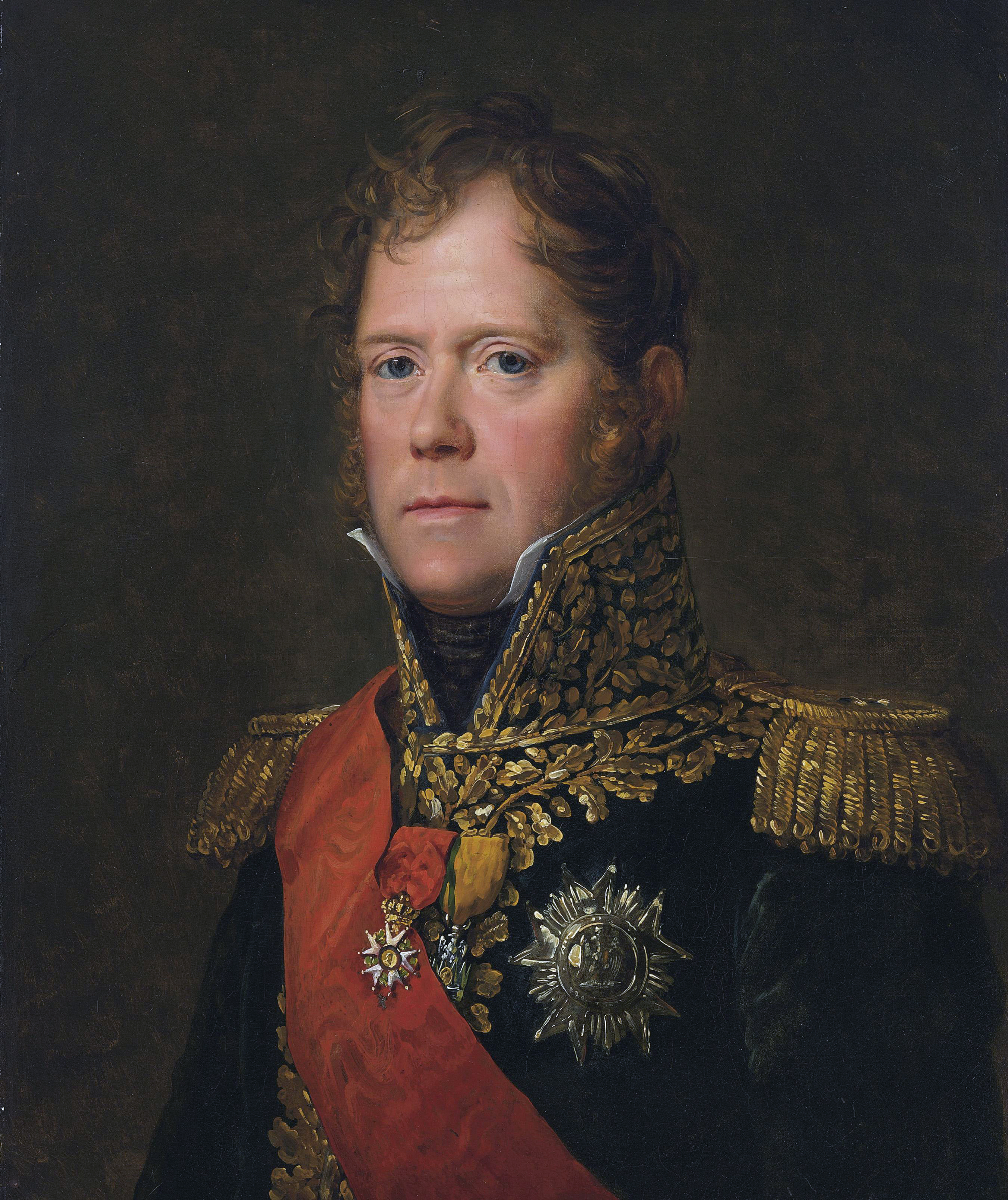
Michel Ney, eerste hertog van Elchingen (1769-1815)

De titel van Hertog van Elchingen (Frans: Duc d'Elchingen) werd op 19 maart 1808 door keizer Napoleon I gecreëerd voor zijn maarschalk Michel Ney en werd sindsdien door zijn nazaten gevoerd totdat het geslacht Ney d'Elchingen in mannelijke lijn in 1969, in 2005 geheel uitstierf.

## Geschiedenis
Napoleon creëerde voor verschillende van zijn maarschalken hertogtitels. Deze is ontleend aan de slag bij Elchingen. Maarschalk Michel Ney (1769-1815) kreeg in 1808 deze hertogstitel als een overwinningstitel en ter herinnering aan zijn bijdrage aan die veldslag. Ney ontving zijn patentbrieven op 7 mei 1808 waarna hij de titel kon gaan voeren. In 1812 kreeg hij tevens de titel van prins van La Moskowa.

## Opeenvolgende hertogen
1. 1808-1815 : Michel Ney (1769-1815), eerste hertog van Elchingen, eerste prins van La Moskowa (1813), maarschalk
2. 1815-1854 : Michel Louis Félix Ney (1804-1854), tweede hertog van Elchingen, zoon van voorgaande, titel bevestigd in 1826
3. 1854-1881 : Michel-Aloys Ney (1835-1881), derde hertog van Elchingen, zoon van voorgaande
4. 1881-1933 : Charles Aloys Jean Gabriel Ney (1873-1933), vierde hertog van Elchingen, vijfde prins van La Moskowa (1928), zoon van voorgaande
5. 1933-1969 : Michel Georges Napoléon Ney (1905-1969), vijfde hertog van Elchingen, zesde prins van La Moskowa, zoon van voorgaande, laatste hertog en prins